# Крамфорс (комуна)
Комуна Крамфорс (швед. Kramfors kommun) — адміністративно-територіальна одиниця місцевого самоврядування, що розташована в лені Вестерноррланд у північній Швеції на узбережжі Ботнічної затоки.
Крамфорс 57-а за величиною території комуна Швеції. Адміністративний центр комуни — місто Крамфорс.

## Населення
Населення становить 18 563 чоловік (станом на вересень 2012 року). 
| Кількість населення комуни Крамфорс за 1970-2015 роки | Кількість населення комуни Крамфорс за 1970-2015 роки | Кількість населення комуни Крамфорс за 1970-2015 роки | Кількість населення комуни Крамфорс за 1970-2015 роки | Кількість населення комуни Крамфорс за 1970-2015 роки |
| ----------------------------------------------------- | ----------------------------------------------------- | ----------------------------------------------------- | ----------------------------------------------------- | ----------------------------------------------------- |
| Рік                                                   |                                                       |                                                       | Населення                                             |                                                       |
| 1970                                                  | 1970                                                  |                                                       | 29 005                                                | 29 005                                                |
| 1975                                                  | 1975                                                  |                                                       | 27 892                                                | 27 892                                                |
| 1980                                                  | 1980                                                  |                                                       | 26 611                                                | 26 611                                                |
| 1985                                                  | 1985                                                  |                                                       | 25 223                                                | 25 223                                                |
| 1990                                                  | 1990                                                  |                                                       | 24 555                                                | 24 555                                                |
| 1995                                                  | 1995                                                  |                                                       | 23 449                                                | 23 449                                                |
| 2000                                                  | 2000                                                  |                                                       | 21 382                                                | 21 382                                                |
| 2005                                                  | 2005                                                  |                                                       | 20 107                                                | 20 107                                                |
| 2010                                                  | 2010                                                  |                                                       | 18 911                                                | 18 911                                                |
| 2010                                                  | 2010                                                  |                                                       | 18 359                                                | 18 359                                                |
| Джерело: SCB                                          |                                                       |                                                       |                                                       |                                                       |

## Населені пункти
Комуні підпорядковано 12 міських поселень (tätort) та 13 сільських, більші з яких:
- Крамфорс (Kramfors)
- Болльстабрук (Bollstabruk)
- Ниланд (Nyland)
- Фроне (Frånö)
- Уллонгер (Ullånger)
- Лунде (Lunde)
- Лугнвік (Lugnvik)
- Докста (Docksta)

## Галерея

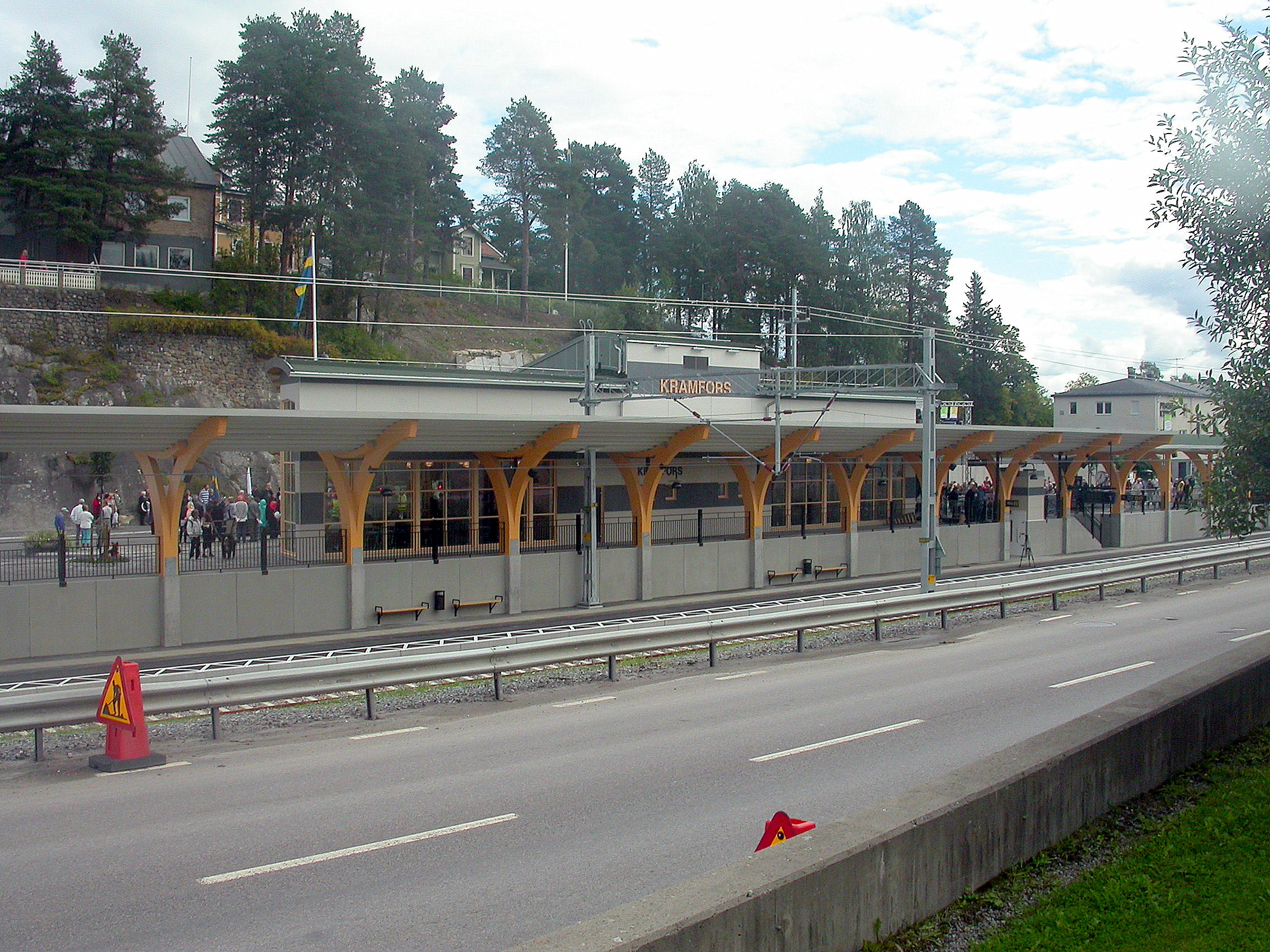
Залізнична станція (Крамфорс)
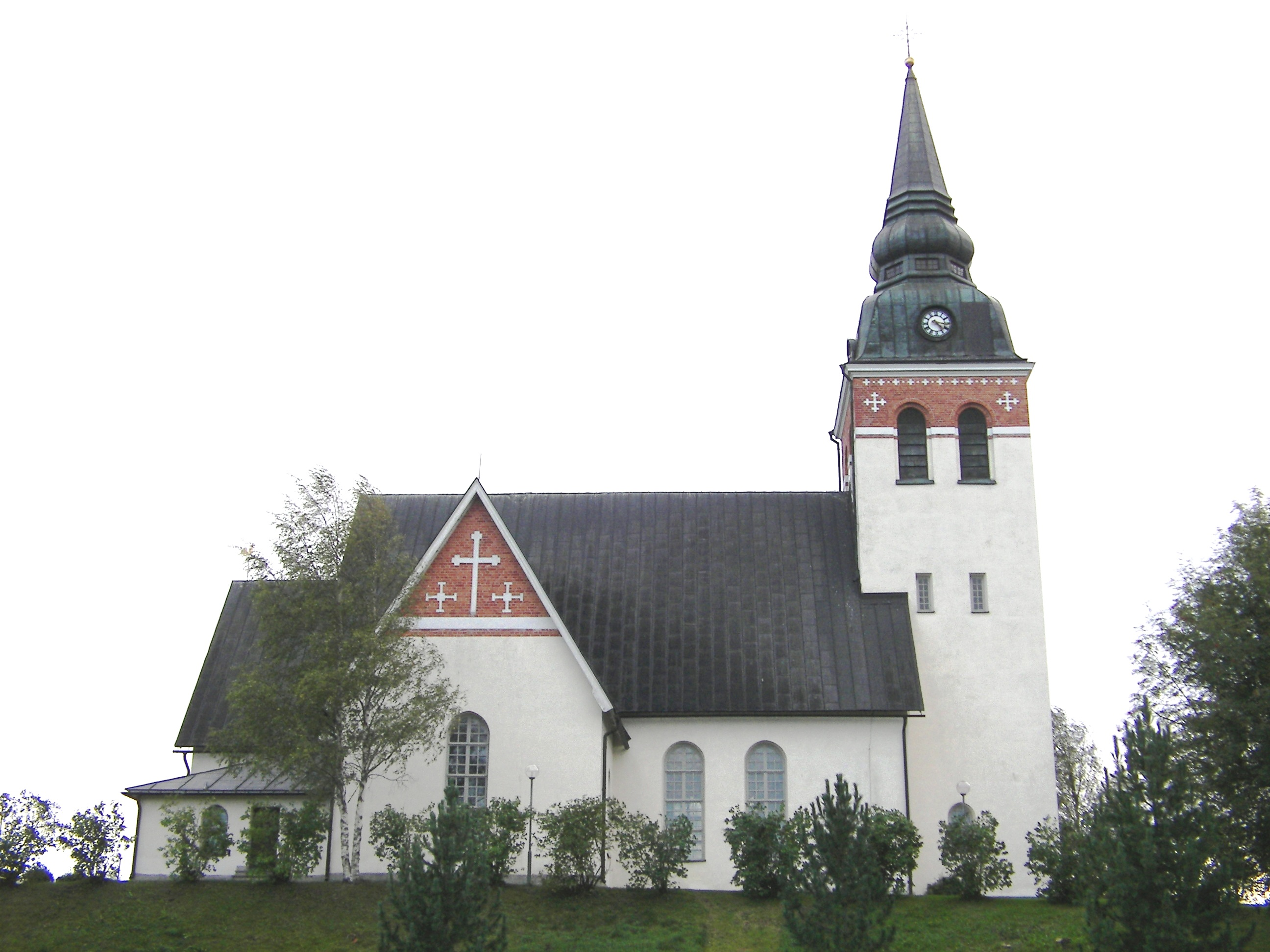
Церква (Уллонгер)
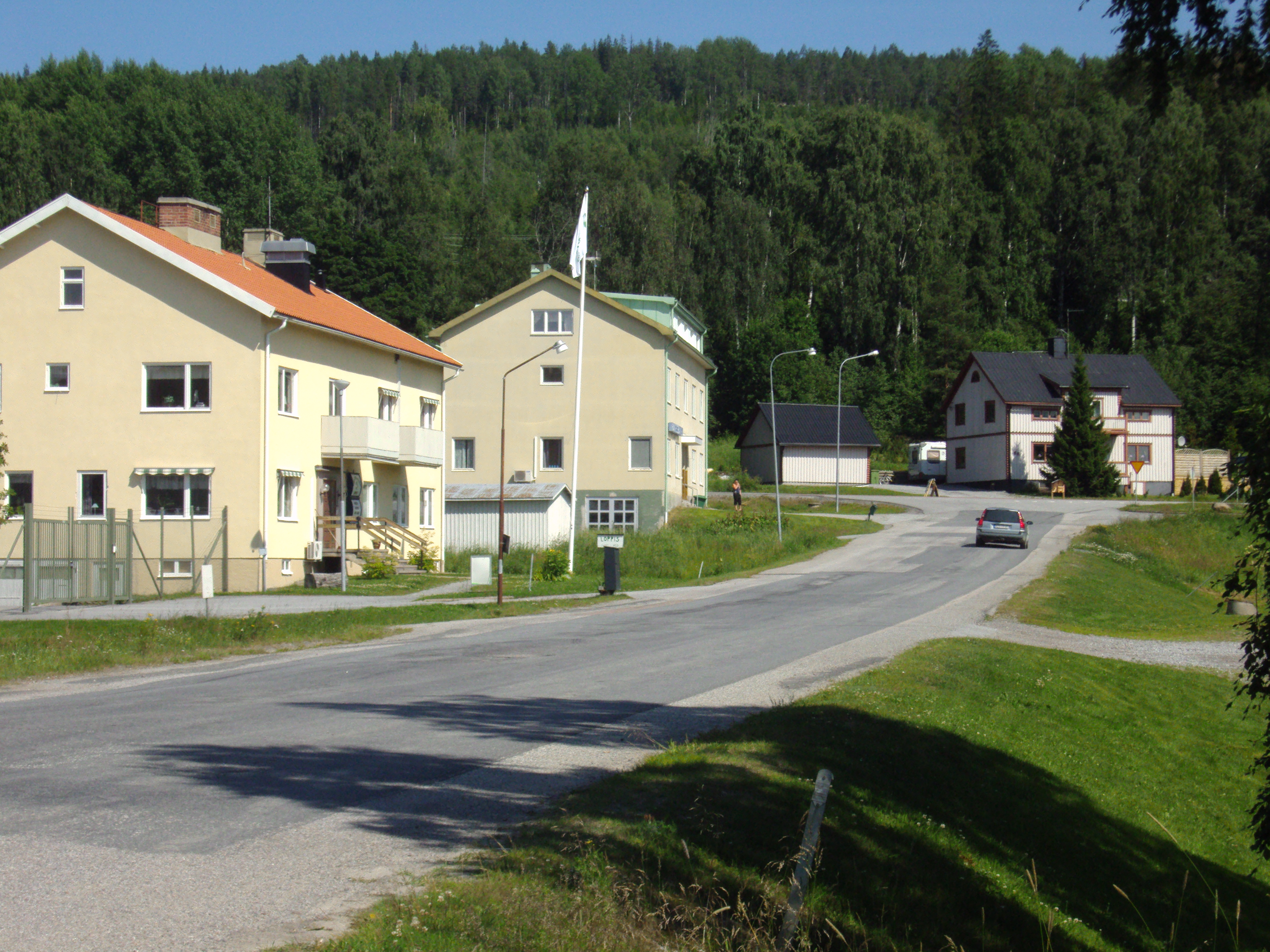
Містечко Лугнвік
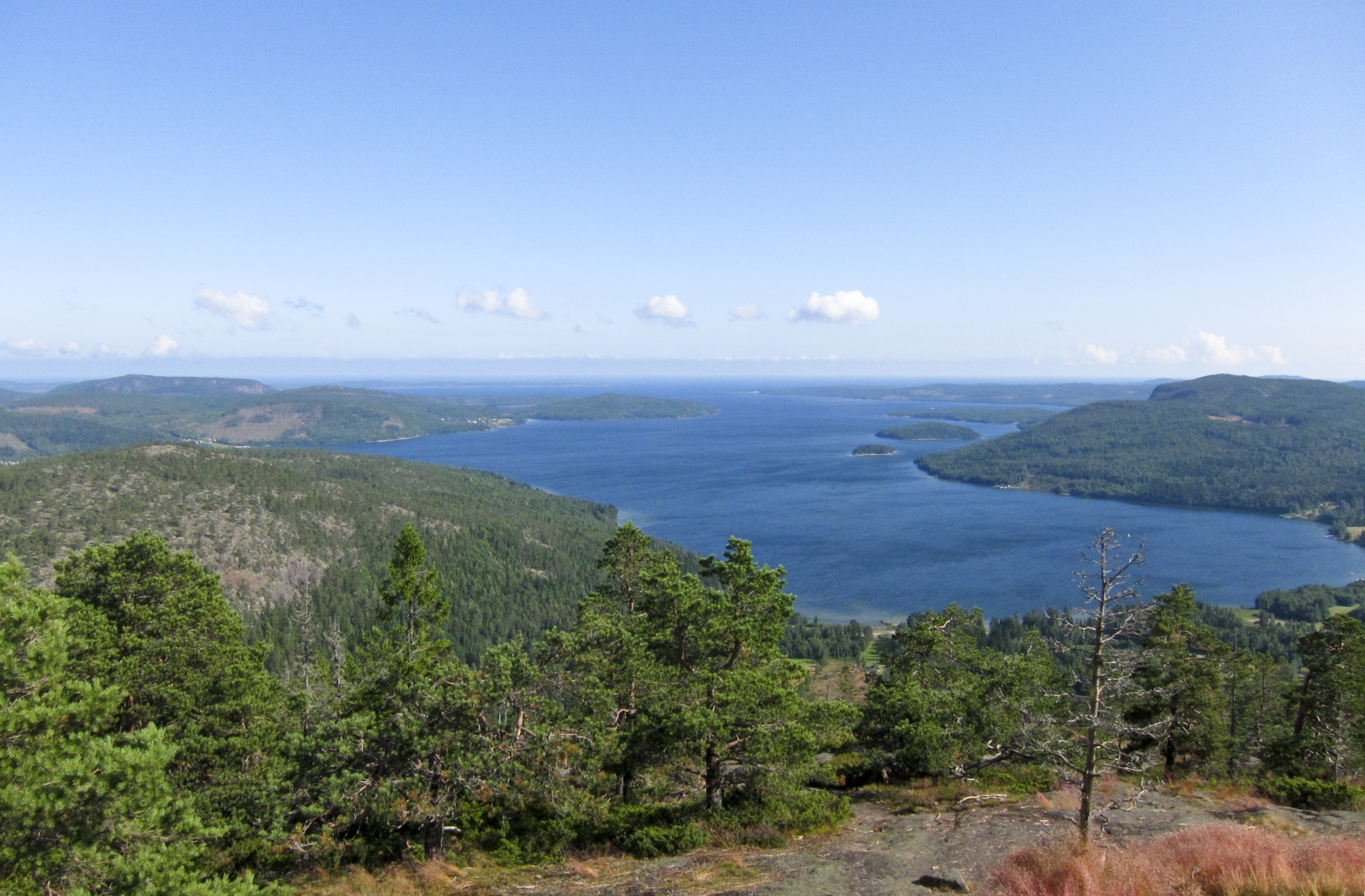
Вид із гори Скулебергет

## Виноски
1. ↑  Andersson P. Sveriges kommunindelning 1863-1993 — Mjölby: Draking, 1993. — 132 с. — ISBN 978-91-87784-05-7
2. ↑  Folkmangd i riket, lan och kommuner (шв.) . Центральне бюро статистики Швеції. Архів оригіналу за 20 серпня 2013. Процитовано 30 січня 2013.